# Tripping Daisy

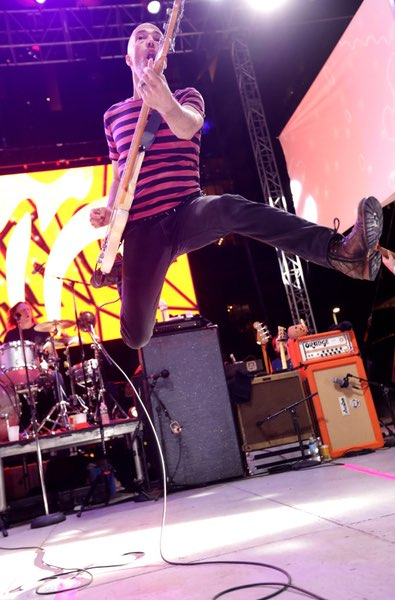
Mark Pirro, Tripping Daisy (2017)

Tripping Daisy war eine Power-Pop-Band, die 1990 in Dallas von Tim DeLaughter, Wes Berggreen, Mark Pirro und Jeff Bouck gegründet wurde.
Die Band veröffentlichte 4 Alben und 3 EPs bis zu ihrer Auflösung 1999, nach dem Tod von Gitarrist Wes Berggreen.
Mit dem zweiten Album I'm an Elastic Firecracker, das bei Island erschien, gelang der kommerzielle Durchbruch. Das letzte Album Tripping Daisy wurde nach dem Tod von Wes Berggreen veröffentlicht.
Die Bandmitglieder Tim DeLaughter, Mark Pirro, Bryan Wakeland und Jeff Bouck gründeten 2000 The Polyphonic Spree, Schlagzeuger Ben Curtis zusammen mit seinem Bruder Brandon The Secret Machines.

## Diskografie

### Alben
- 1992: Bill
- 1995: I Am an Elastic Firecracker
- 1998: Jesus Hits Like the Atom Bomb
- 2000: Tripping Daisy

### EPs
- 1994: Get It On – Live
- 1997: Time Capsule (TD)|Time Capsule
- 1999: The Tops Off Our Head